# Homoeogryllus lyristes
Homoeogryllus lyristes är en insektsart som beskrevs av Andrej Vasiljevitj Gorochov 1988. Homoeogryllus lyristes ingår i släktet Homoeogryllus och familjen syrsor. Inga underarter finns listade i Catalogue of Life.